# Блянове
„Блянове. Епически песни. Книга втора“ е стихосбирка на българския поет Пенчо Славейков от 1898 година. Публикувана е в Пловдив от издателя Христо Г. Данов и включва 35 стихотворения.
През 1896 година Славейков издава стихосбирката „Епически песни. Книга първа“, а „Блянове“ е нейно продължение с подзаглавие „Епически песни. Книга втора“. През 1902 година двете части са издадени в обща книга – луксозно издание с ограничен тираж от само 13 екземпляра. През 1907 година излиза изцяло преработена стихосбирка, също озаглавена „Епически песни“, която включва около половината от стихотворенията в първите книги и няколко невключени в тях, като част от стиховете са преработени.